# Txomin Peillen
Txomin Peillen Karrikaburu, né le 17 novembre 1932 à Paris et mort le 9 décembre 2022 à Cambo-les-Bains, est un biologiste, linguiste et écrivain français de langue basque, un abertzale et un académicien.

## Biographie
Souletin, né à Montmartre d'une mère de Larrau, Maddalen, et d'un père Joannes de Licq, biologiste de formation, Txomin Peillen enseigne la biologie durant quinze ans dans des lycées de la région parisienne. Il enseigne durant cette même période le basque au lycée Lavoisier. Docteur ès lettres, il obtient son doctorat en études basques avec Jean Haritschelhar et est professeur de philologie basque durant quinze ans à la faculté de Bayonne.
Il est un militant acharné de la culture basque, membre de l'Académie de la langue basque et de la Société d'études basques qui lui décerne le prix Manuel-Lekuona en 2009 pour l'ensemble de son œuvre. Selon Jean-Louis Davant : « Son parcours d'écrivain a commencé tôt, le manuscrit de son premier livre datant de 1953. Il avait 21 ans. L'écriture est pour lui bien plus qu'un sage violon d'Ingres, une seconde nature habitée de passion et de science. Dominique Peillen est à la fois un important créateur en littérature basque et aussi dans les littératures voisines, et un chercheur infatigable. Il réalise ainsi un idéal linguistique qui est proposé à tout habitant des territoires basques, au-delà de tous les clivages politiques ou autres : celui de s'exprimer dans les trois langues principales du Pays basque, sans oublier le gascon occitan. »
Il est l'auteur de quarante-trois livres (trente-neuf en basque, trois en français et un en castillan) et de plusieurs centaines d'articles dans des revues ou des journaux. Txomin Peillen vit entre Bayonne et Sainte-Engrâce.

## Publications

### Ouvrages et travaux
En français :
- Parlons euskara : la langue des Basques, 1995, 270 p.

l'euskara batua, ou basque unifié, est la langue qui permet l'intercompréhension entre Basques de dialectes différents
- Conception du monde et culture basque, 1999, 478 p.

cet ouvrage vise à montrer, dans une langue non indo-européenne comme le basque comment s'organise la partie originale de son lexique.
- Les emprunts de la langue basque à l'occitan de Gascogne : étude du dialecte souletin de l'euskara, 1998, 125 p.

En basque :
- Abd El Kader: olerkia, 2006, 46 p.
- Bela-ko zaldunaren Zuberotar hiztegia: XVIII : men-dean, 1983, 20 p.
- Biziaren hiztegiaz, 2009, 283 p.
- Ehiza eta zepoka: (zuberoako basabürüan), 2002, 131 p.
- Eliza doneskaiñak, pagan ohitura ta sineste baten ondakina: XVII. mendetik XX. raiño, 1980, 5 p.
- Euskal antzertia: le théâtre basque, Pierre Bidart, 1987, 107 p.
- Euskaldun etorkinak Ameriketan, Edurne Alegria, 2003, 177 p.
- Euskalki literarioak, Rosa Miren Pagola, Pedro Diez de Ulzurrun, 1992, 130 p.
- Gauaz ibiltzen dana, Dominique Peillen, 1967, 134 p.
- Igela: euskaldun heterodoxoen errebista, Jon Mirande, 1979, 201 p.
- Itzal Gorria, 1966 urteko Domingo Agirre Saria, 1972, 166 p.
- Itzal gorria, 2000, 186 p.
- Jende ederrak lanean: (who's who?), 2008, 109 p.
- Joanes Leizarraga: vida y obra, Xabier Kintana, Henrike Knörr, 2007, 159 p.
- Mende joanaz, 2003, 164 p.
- Oreina eta gizoreina literaturgintzan eta edergintzan, 1983, 16 p.
- Petiri "Agurgarria" Cluñy-koa napar-euskaldun sineste baten jakile, 1980, 5 p.
- Urdaitx-etik Santa Graziraino berzokoratu herria, 1985, 7 p.
- Xaguxarra: literatur aldizkaria, Walter Scott, 1980, 150 p.

En espagnol :
- El castellano y lo español en la provincia de Sola o Zuberoa, 1986, 16 p.
- Poema filosofico manuscrito del siglo XIX, 1982, 4 p.
- Teatro popular europeo:, Hélène Etchecopar Etchart, Eric Dicharry, 1999, 257 p.

### Narrations et romans
- Gauaz ibiltzen dana, Itxaropena, 1967
- Itzal gorria, Itxaropena, 1972, réédition, Hiria 2000
- Gatu beltza, Gero, 1973
- Atxorra eta altximia , Hordago, 1982
- Aldjezairia askatuta, Hordago, 1982
- Aintza txerriari! , Elkar, 1986
- Kristina Bolsward , Leopoldo Zugaza,1991 et réédition Hiria 2001
- Alarguntsa beltza, Hiria, 2001
- Ale berdeak, Dakit argitaldaria, 2001
- Ale gorriak, Hiria, 2001
- Jan Dabrowski, Utriusque Vasconiae, 2013
- Nina Waita : arupu baten itzalean, Utrisque Vasconiae, 2015
- Zaldi beltzak zeruan, Pamiela, 2018

### Essais
- Baloreak Euskal Herrian eta beste gizarteetan, Utriusque Vasconiae, 2005
- Bizidunak haurren eta helduen heziketan, Etor, 1995
- Bosquejos vasco-uruguayos, Dakit argitaldari, 2003
- Euskaldunen ingurugiroan (espazioa eta denbora), Dakit argitaldaria, 2001
- Jusef Egiategiren lehen liburia, Euskaltzaindia, 1785, 1983

### Poésie
- Mende joanaz, Maiatz, 2003.

### Vulgarisation
- Agur Zuberoa, Biba Xiberua! Ekimena Urretxu Zumarraga, 2001.

### Autobiographie
- Paristar euskaldun bat (ni... neu), Elkar, 1987.

### Ethnologie
- Allande Elixagari ligiarraren ixtorioak, Haranburu, 1985
- Animismua Zuberoan, Haranburu, 1985
- Herri-sendakuntza eta sendagingoa Zuberoan, Joxe Miel Barandiaran Fundazioa, 1998
- Zuberoako itzal-argiak (euskarazko jakilegoak), Elkar, 1998.